# Jacques Charrier
Jacques Charrier (Metz, 1936. november 6.–) francia színész.

## Élete és pályafutása
1953-ban, 17 éves korában abbahagyta tanulmányait, és képzőművészeti, majd színi tanulmányokat folytatott. Bourgogne-ban lépett először színpadra. Első párizsi sikerét 1957–1958 között az Anna Frank naplója Peter-eként aratta Gaston Baty színházában. 1958-tól szerepelt filmekben.
Marcel Carné fedezte fel és adott számára szerepet a Csalók-ban (1958). Itt Laurent Terzieff, Jean-Paul Belmondo, Pascale Petit és Dany Saval partnere volt. Főként ifjú hősöket alakított, erre a feladatkörre külső megjelenése is hivatottá tette. A szakmai sajtó sokat foglalkozott vele, mert rövid ideig Brigitte Bardot férje volt (1959–1962). Művészi becsvágya arra ösztönözte, hogy pénzét egy Jancsó Miklós rendezte filmbe fektesse. Így játszotta el 1969-ben Magyarországon a Téli sirokkó terrorista hősét.

## Filmjei
- Csalók (1958)
- Babette háborúba megy (1959)
- A kotrógépek (Les dragueurs) (1959)
- A meleg kéz (La main chaude) (1960)
- A szép amerikai (1961)
- Galamblövészet (Tiro al piccione) (1961)
- A hét főbűn (Les sept péchés capitaux) (1962)
- Egy asszonyért, egy asszonyért (1963)
- Jean-Marc, avagy a házasélet (1964)
- Teremtmények (1966)
- Marie Soleil (1966)
- A világ legrégibb mestersége (Le plus vieux métier du monde) (1967)
- Téli sirokkó (1969)
- A szeleniták titka, avagy utazás a Holdra (1983)